# Across a Wire: Live in New York City
Across a Wire: Live in New York City è il primo album live dei Counting Crows, pubblicato nel 1998.

## Tracce
CD 1 - VH1 Storytellers
1. Round Here - 6:17
2. Have You Seen Me Lately? - 3:57
3. Angels of the Silences - 3:58
4. Catapult - 3:58
5. Mr. Jones - 5:17
6. Rain King - 5:51
7. Mercury - 3:45
8. Ghost Train - 5:27
9. Anna Begins - 13:55
10. Chelsea - 6:16

CD 2 - MTV Live from the 10 Spot
1. Recovering the Satellites - 5:49
2. Angels of the Silences - 3:34
3. Rain King - 5:49
4. Sullivan Street - 4:37
5. Children in Bloom - 5:20
6. Have You Seen Me Lately? - 4:10
7. Raining In Baltimore - 5:34
8. Round Here - 10:00
9. I'm Not Sleeping - 4:59
10. A Murder Of One - 5:35
11. A Long December - 6:06
12. Walkaways - 1:50